# Inga virgultosa
Inga virgultosa är en ärtväxtart som beskrevs av Nicaise Auguste Desvaux. Inga virgultosa ingår i släktet Inga och familjen ärtväxter. Inga underarter finns listade i Catalogue of Life.